# Malacothrix californica
Malacothrix californica es una especie de planta herbácea perteneciente a la familia de las asteráceas. Es originaria de Norteamérica.

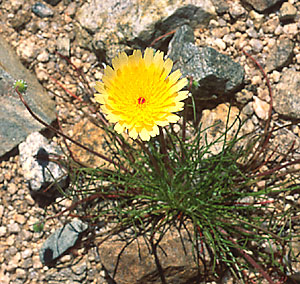

## Descripción
Es una hierba anual que produce un tallo floral de hasta unos 45 centímetros de altura máxima. Las hojas son lineales en forma de lanza y dentadas, y se localizan principalmente alrededor de la base de la planta. La inflorescencia es un capítulo lleno de brácteas peludas. La cabeza tiene anillos de flores liguladas de 1 o 2 centímetros de largo, generalmente de color amarillo, a veces blanco.

## Distribución y hábitat
Es originaria de California y Baja California, donde se puede encontrar en muchos tipos de hábitos, como el monte seco, desierto, o valles.